# Raufarhöfn
Raufarhöfn – miejscowość w północno-wschodniej Islandii, na półwyspie Melrakkaslétta, blisko północnego koła podbiegunowego. Jest najdalej wysuniętą na północ miejscowością na wyspie. Wchodzi w skład gminy Norðurþing, w regionie Norðurland eystra. Od najbliższej miejscowości Kópasker dzieli ją około 40 km drogą nr 85, a od najbliższego miasta Húsavík, siedziby gminy – około 130 km. Na początku 2018 r. zamieszkiwało ją 186 osób.
Raufarhöfn oferuje dostęp do podstawowych usług dla okolicznych mieszkańców. Oferta turystyczna obejmuje wycieczki łodziami po Oceanie Arktycznym oraz obserwacje ptaków na półwyspie Melrakkaslétta.